# Liste der Biografien/Gaj
Liste der Biografien |
Portal Biografien |
Personensuche
# |
A |
B |
C |
D |
E |
F |
G |
H |
I |
J |
K |
L |
M |
N |
O |
P |
Q |
R |
S |
T |
U |
V |
W |
X |
Y |
Z |
?
 
Ga |
Gb |
Gc |
Gd |
Ge |
Gf |
Gh |
Gi |
Gj |
Gk |
Gl |
Gm |
Gn |
Go |
Gp |
Gq |
Gr |
Gs |
Gu |
Gv |
Gw |
Gy |
Gz
 
Gaa |
Gab |
Gac |
Gad |
Gae |
Gaf |
Gag |
Gah |
Gai |
Gaj |
Gak |
Gal |
Gam |
Gan |
Gao |
Gap |
Gaq |
Gar |
Gas |
Gat |
Gau |
Gav |
Gaw |
Gax |
Gay |
Gaz
Die Liste der Biografien führt alle Personen auf, die in der deutschsprachigen Wikipedia einen Artikel haben. Dieses ist eine Teilliste mit 67 Einträgen von Personen, deren Namen mit den Buchstaben „Gaj“ beginnt.

## Gaj
- Gaj Singh (* 1948), indischer Parlamentsabgeordneter und Maharaja
- Gaj, Ljudevit (1809–1872), Slawist und Begründer des neuen kroatischen Schriftwesens

### Gaja
- Gaja, Giorgio (* 1939), italienischer Jurist
- Gajah Mada († 1364), Premierminister und Militärführer von Majapahit
- Gajan, Alfred (1933–2015), deutscher Pastor und langjähriger Inspektor des Liebenzeller Gemeinschaftsverbandes
- Gajanová, Gabriela (* 1999), slowakische Mittelstreckenläuferin
- Gajardo, Carlos (* 1976), chilenischer Fußballspieler
- Gajáry, Aladár (1929–2018), ungarischer Geistlicher, römisch-katholischer Theologe
- Gajauskaitė, Rūta (1946–2015), litauische Juristin, Kriminologin und Politikerin, Mitglied des Seimas
- Gajauskaitė, Rūta (* 1989), litauische Eiskunstläuferin
- Gajauskas, Balys (1926–2017), litauischer Politiker und Mitglied des Seimas

### Gajc
- Gajcy, Tadeusz (1922–1944), polnischer Dichter und Widerstandskämpfer

### Gajd
- Gajda, Maurice (* 1983), deutscher Fernseh- und Radiomoderator und JournalistMaurice Gajda (* 1983)

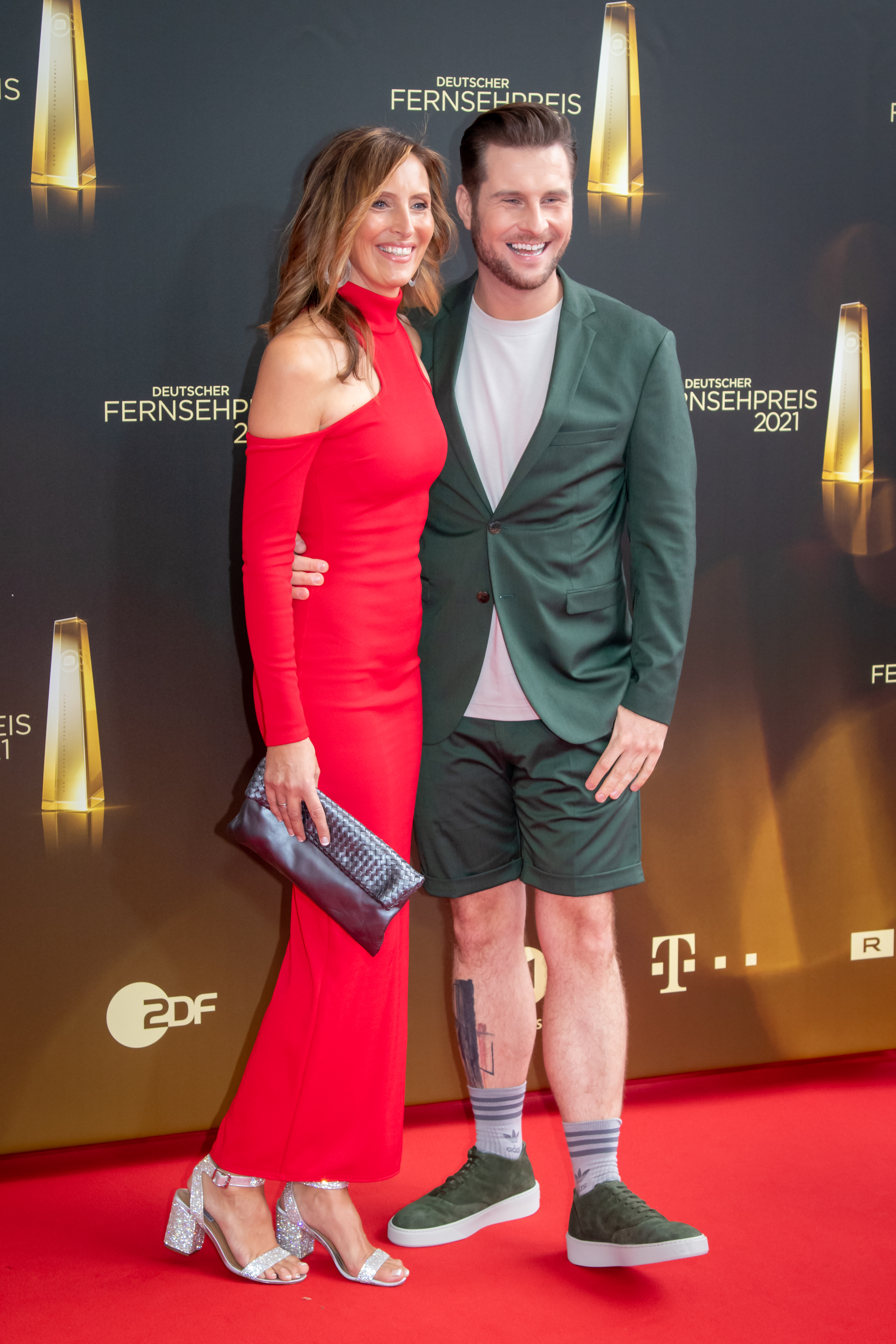
Maurice Gajda (* 1983)

- Gajda, Radola (1892–1948), tschechoslowakischer General
- Gajda, Thomas (* 1989), deutscher Basketballspieler
- Gajdó, Balázs (* 1998), rumänischer Eishockeyspieler
- Gajdoš, Artur (* 2004), slowakischer Fußballspieler
- Gajdos, Dorottya (* 2000), ungarische Handball- und Beachhandballspielerin
- Gajdoš, Miloslav (* 1948), tschechischer Kontrabassist, Musikpädagoge und Komponist
- Gajdoš, Pavel (1936–2022), tschechoslowakischer Turner
- Gajdoš, Peter (* 1959), slowakischer Politiker
- Gajdoš, Štefan (* 1959), slowakischer Astronom und Asteroidenentdecker
- Gajdošíková, Pavla (* 1991), tschechische Schauspielerin
- Gajdošová, Silvia (* 1975), slowakische Fußballspielerin
- Gajdus, Grzegorz (* 1967), polnischer Marathonläufer
- Gajduschek, Leopold (1905–1992), polnischer nordischer Skisportler
- Gajdusek, Daniel Carleton (1923–2008), US-amerikanischer Virologe und Entdecker der so genannten langsamen VirenDaniel Carleton Gajdusek (1923–2008)

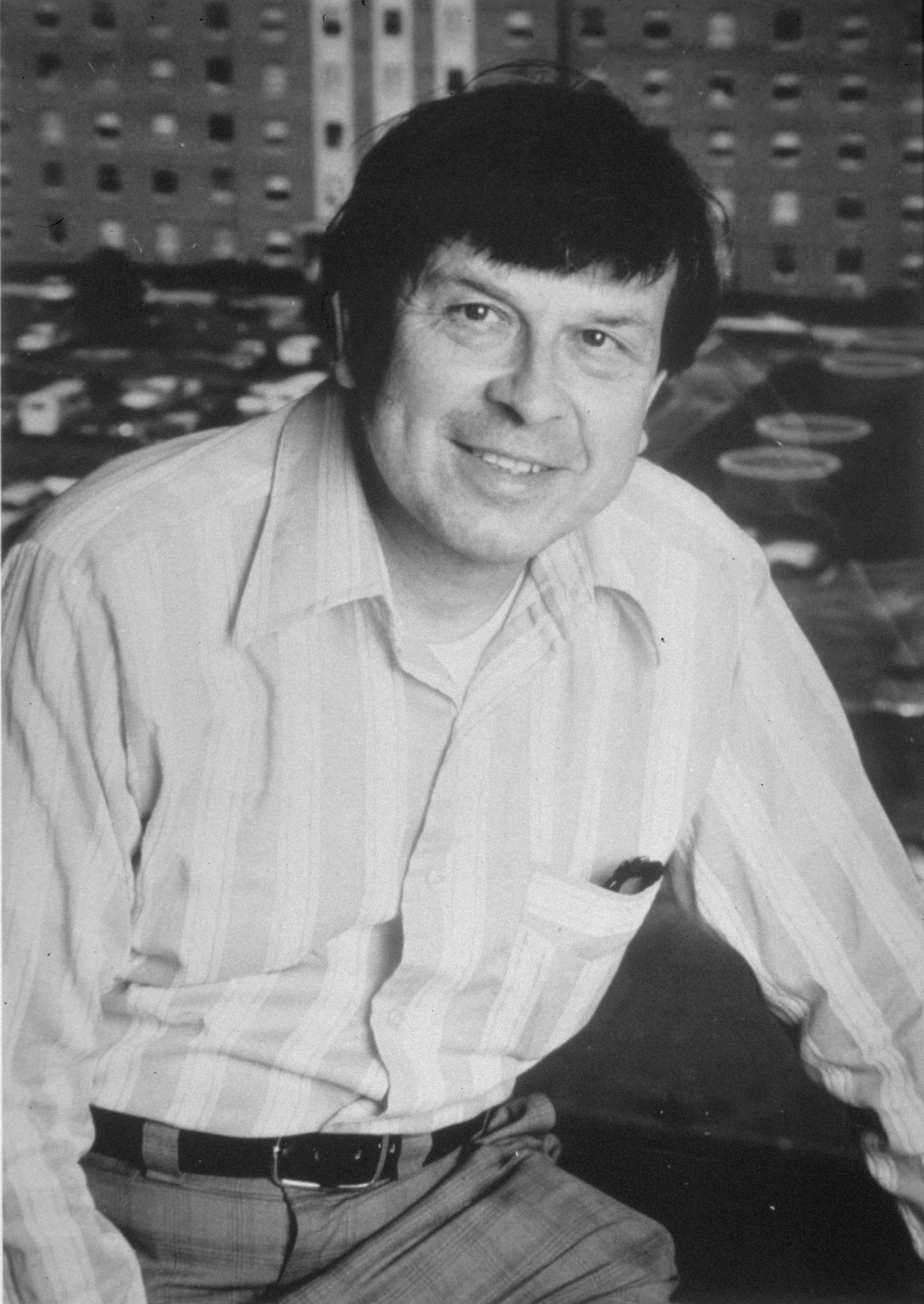
Daniel Carleton Gajdusek (1923–2008)

- Gajdůšek, Miroslav (* 1951), tschechoslowakischer Fußballspieler
- Gajdůšková, Alena (* 1954), tschechische Politikerin (ČSSD), Vizepräsidentin des Senats der Tschechischen Republik

### Gaje
- Gajek, Artur (* 1985), deutscher Radrennfahrer
- Gajek, Bernhard (* 1929), deutscher Literaturwissenschaftler und Hochschullehrer
- Gajek, Esther (* 1962), deutsche Volkskundlerin und Germanistin
- Gajek, Jan Sergiusz (* 1949), polnischer Ordenspriester, Archimandrit und Apostolischer Administrator für die Gläubigen des byzantinischen Ritus in Belarus
- Gajek, Jerzy (1936–2017), polnischer Pianist und Musikpädagoge
- Gajek, Monika (* 2001), deutsche Popsängerin
- Gajek, Radosław (* 1998), polnisch-österreichischer Schachspieler und -trainer
- Gajek, Silke (* 1962), deutsche Politikerin (Bündnis 90/Die Grünen)
- Gajer, Julia (* 1982), deutsche Triathletin, Duathletin und Langstreckenläuferin
- Gajewska, Karolina (* 1972), polnische Politikerin, Mitglied des Sejm
- Gajewska, Kinga (* 1990), polnische Politikerin
- Gajewskaja, Nadeschda Stanislawowna (1884–1969), russische bzw. sowjetische Hydrobiologin, Protozoologin und Hochschullehrerin
- Gajewski, Fritz (1885–1965), deutscher Unternehmer
- Gajewski, Grzegorz (* 1985), polnischer Schachgroßmeister
- Gajewski, Heiko (* 1969), deutscher Fußballspieler
- Gajewski, Herbert (1939–2019), deutscher Mathematiker
- Gajewski, Józef (1948–2010), polnischer Politiker
- Gajewski, Julia (* 1962), deutsche Basketballtrainerin und -spielerin
- Gajewski, Maren (* 1997), deutsche Handballspielerin

### Gaji
- Gajić, Aleksa (* 1974), serbischer Comicautor
- Gajič, Dragan (* 1984), slowenischer Handballspieler
- Gajić, Ivan (* 1979), serbischer Handballspieler
- Gajić, Jelena (* 1997), bosnische Leichtathletin
- Gajić, Maja (* 1997), serbische Hürdenläuferin
- Gajić, Marko (* 1997), slowenischer Fußballspieler
- Gajić, Milan (* 1986), serbischer Fußballspieler
- Gajić, Milan (* 1996), serbischer Fußballspieler
- Gajic, Olivera, serbische Kostümbildnerin, die in den USA lebt und arbeitet
- Gajičić, Saša (* 1977), serbischer Radrennfahrer

### Gajl
- Gajl, Tadeusz (* 1940), polnischer Künstler

### Gajn
- Gajnabi, Shabika (* 2000), Cricketspielerin der West Indies

### Gajo
- Gajo, Drago (* 1950), slowenischer Jazzmusiker (Schlagzeug)
- Gajos, Janusz (* 1939), polnischer Schauspieler
- Gajos, Maciej (* 1991), polnischer Fußballspieler
- Gajović, Milorad (* 1974), montenegrinischer Boxer
- Gajowniczek, Franciszek (1901–1995), Überlebender des KZ AuschwitzFranciszek Gajowniczek (1901–1995)

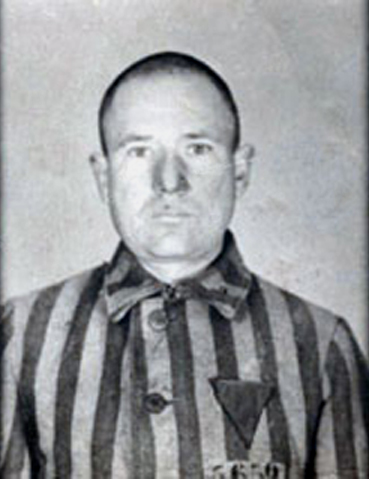
Franciszek Gajowniczek (1901–1995)

### Gajs
- Gajser, Saša (* 1974), slowenischer Fußballspieler und -trainer
- Gajser, Tim (* 1996), slowenischer Motocrossfahrer